# Римарук Олександр Іванович
Олекса́ндр Іва́нович Римару́к (народився 2 серпня 1956 року в Краснодарському краї, Росія) — український політик. Заслужений економіст України, Народний депутат України, голова підкомітету Верховної Ради України з питань пенсійної реформи. Член фракції «Регіони України», член Політради «Партії Регіонів України». Кандидат економічних наук (1984), академік Академії економічних наук України (1998), професор (2003).

## Біографія
Народився 2 серпня 1956 року в Краснодарському краї, Росія.
У 1979 році закінчив з відзнакою Київський торгово-економічний інститут (КТЕІ), фах — інженер-технолог. У 1981—1996 роках працював науковим співробітником Ради з вивчення продуктивних сил України НАН України. У 1984—1994 роках — помічник ректора, вчений секретар, доцент, професор кафедри маркетингу Київського державного торговельно-економічного університету (КДТЕУ).
У 1991—1994 роках проходив стажування в Массачусетському університеті (м. Бостон, США). У 1996—2000 роках — професор кафедри малого бізнесу і підприємництва та кафедри інноваційного менеджменту Донецької державної академії управління.
У 2000 році закінчив з відзнакою Київський національний університет імені Тараса Шевченка, кваліфікація — юрист. Протягом 2001—2002 років — голова управління страхової компанії «Фонд страхових гарантій».
З квітня 2002 по березень 2005 — народний депутат України 4-го скликання, обраний за списками виборчого блоку Ющенка «Наша Україна». З 10 грудня 2002 року — в «Партії Регіонів України».
Входить до складу Державної Ради України з питань пенсійної реформи, колегії МВС України, Робочої групи з доопрацювання проекту Податкового кодексу України, Тимчасової спеціальної комісії Верховної Ради України з питань формування тарифів на житлово-комунальні послуги, Міжвідомчої робочої групи з досліджень методів і тенденцій у відмиванні грошей, одержаних злочинним шляхом, Державного комітету фінансового моніторингу.
Член постійної делегації Верховної Ради України у міжпарламентській асамблеї країн-учасниць СНдійсний член постійної комісії з правових питань цієї Асамблеї.
З травня 2006 по листопад 2007 року — народний депутат України 5-го скликання, обраний за списками Партії регіонів.
Автор 80 наукових, навчальних, довідникових та методичних робіт. Видав 20 книг, підручників, довідників з економічних організаційних і правових питань бізнесу та підприємницької діяльності.[джерело?]

## Нагороди та відзнаки
- Заслужений економіст України (2001)
- Почесна грамота Верховної Ради України (2005).